# Jiří Janeček
Jiří Janeček (* 24. května 1956 Jindřichův Hradec) je český manažer a novinář, v letech 2003 až 2011 generální ředitel České televize, od května 2021 člen Rady pro rozhlasové a televizní vysílání.

## Vzdělání
V letech 1971–1974 se vyučil na Odborném učilišti Silon v Plané nad Lužnicí provozním chemikem. Poté dálkově vystudoval chemickou průmyslovou školu v Sezimově Ústí a Táboře a v roce 1979 odmaturoval. Následně dálkově vystudoval televizní žurnalistiku Fakultu žurnalistiky Univerzity Karlovy v Praze, kde promoval v roce 1989 (získal titul Mgr.).

## Kariéra
Pracoval jako dělník v oboru chemie, po maturitě jako chemický výzkumný pracovník. Věnoval se také redakci podnikových novin a rozhlasu. Od roku 1986 působil jako redaktor a později vedoucí redaktor táborského týdeníku Palcát vydávaného Okresním výborem Komunistické strany Československa. V roce 1989 začal pracovat v Československé televizi, zpočátku jako krajský zpravodaj v Táboře. Později moderoval zpravodajské relace České televize (ČT) a od roku 1997 uváděl Události. Od roku 2002 byl ředitelem zpravodajství ČT.
V červenci 2003 jej Rada České televize zvolila generálním ředitelem České televize, do funkce nastoupil 19. července toho roku. V červenci 2009 jej Rada ČT zvolila pro druhé šestileté funkční období. V červnu 2011 však ohlásil ze zdravotních důvodů rezignaci, z čela České televize odešel 31. srpna toho roku.
V dubnu 2021 byl Poslaneckou sněmovnou PČR zvolen členem Rady pro rozhlasové a televizní vysílání. Na tuto funkci jej nominovalo hnutí ANO. Ve volbě získal 138 ze 186 možných hlasů (ke zvolení bylo třeba 94 hlasů). Funkce se ujal dne 25. května 2021.

## Politická angažovanost
Od roku 1979 byl kandidátem Komunistické strany Československa, do strany byl přijat v srpnu 1981. Navštěvoval také Večerní univerzitu marxismu-leninismu a patřil mezi několik desítek elitních komunistů v okrese Tábor.
Své členství ukončil po sametové revoluci koncem roku 1989. V životopise při kandidatuře na post generálního ředitele České televize v roce 2003 své členství v komunistické straně neuvedl, za což byl později např. předsedou senátní mediální komise Jiřím Oberfalzerem vyzván k rezignaci.

## Osobní život
Od roku 1983 je ženatý, má dva syny.